# Trapauto
Een trapauto, ook skelter, trapkar, trapwagen of go-cart genoemd, is een ongemotoriseerd rijtuig op vier wielen dat met pedalen en een kettingaandrijving of tandwielaandrijving wordt aangedreven. In Vlaanderen wordt het soms billenkar, quistax of kwistax (uit het Frans) of go-kar genoemd. Onder de naam Go-Kart werden in de jaren 1960 motorfietsjes verkocht.
Een trapauto is een speelgoedvervoermiddel en wordt niet voor lange afstanden gebruikt. Oorspronkelijk waren trapauto's voor volwassenen bestemd, maar al sinds de jaren 1950 zijn ze meer voor kinderen. Met een aanhanger kunnen kleine vrachten vervoerd worden; de aanhanger wordt met een trekhaak gekoppeld aan de skelter. Sommige trapauto's worden gemaakt onder licentie van de grote automerken.
De originele skelter was een Duits product met de merknaam Kettcar. Het woord is ontleend aan de naam van Heinz Kettler, de fabrikant.